# Sinagoga Nazareth
La sinagoga Nazareth è una sinagoga sita a Parigi, al n. 15 di rue Notre-Dame-de-Nazareth, nel quartiere del Marais,  III arrondissement.
Essa fu consacrata nel 1852 e nel 1986 fu iscritta nel registro dei Monumenti storici di Francia.

## Storia
Già nell'anno 1810 gli ebrei parigini, appartenenti alla stirpe aschenazita, possedevano due sinagoghe. Una di esse si trovava in rue du Temple e l'altra in rue des Archives, entrambe nel quartiere del Marais, nel quale nel XVIII secolo aveva preso dimora un gran numero di ebrei. Nel 1819 la Comunità ebraica acquistò un pezzo di terra tra rue du Vertbois e rue Notre-Dame-de-Nazareth e ottenne dal re Luigi XVIII l'autorizzazione a costruirvi una sinagoga. Di questa fu incaricato l'architetto Sandrié de Jouy. Si trattava della prima sinagoga del Concistoro di Parigi creato nel 1808 sotto Napoleone.
Dietro la sinagoga, sull'odierna rue du Vertbois, si trovava l'ancora modesta sinagoga degli ebrei portoghesi. Entrambi gli edifici erano già pericolanti nel 1840. Nel 1850 vennero chiusi e poco dopo demoliti. Gli ebrei portoghesi eressero nel 1851 una nuova sinagoga in rue Lamartine.

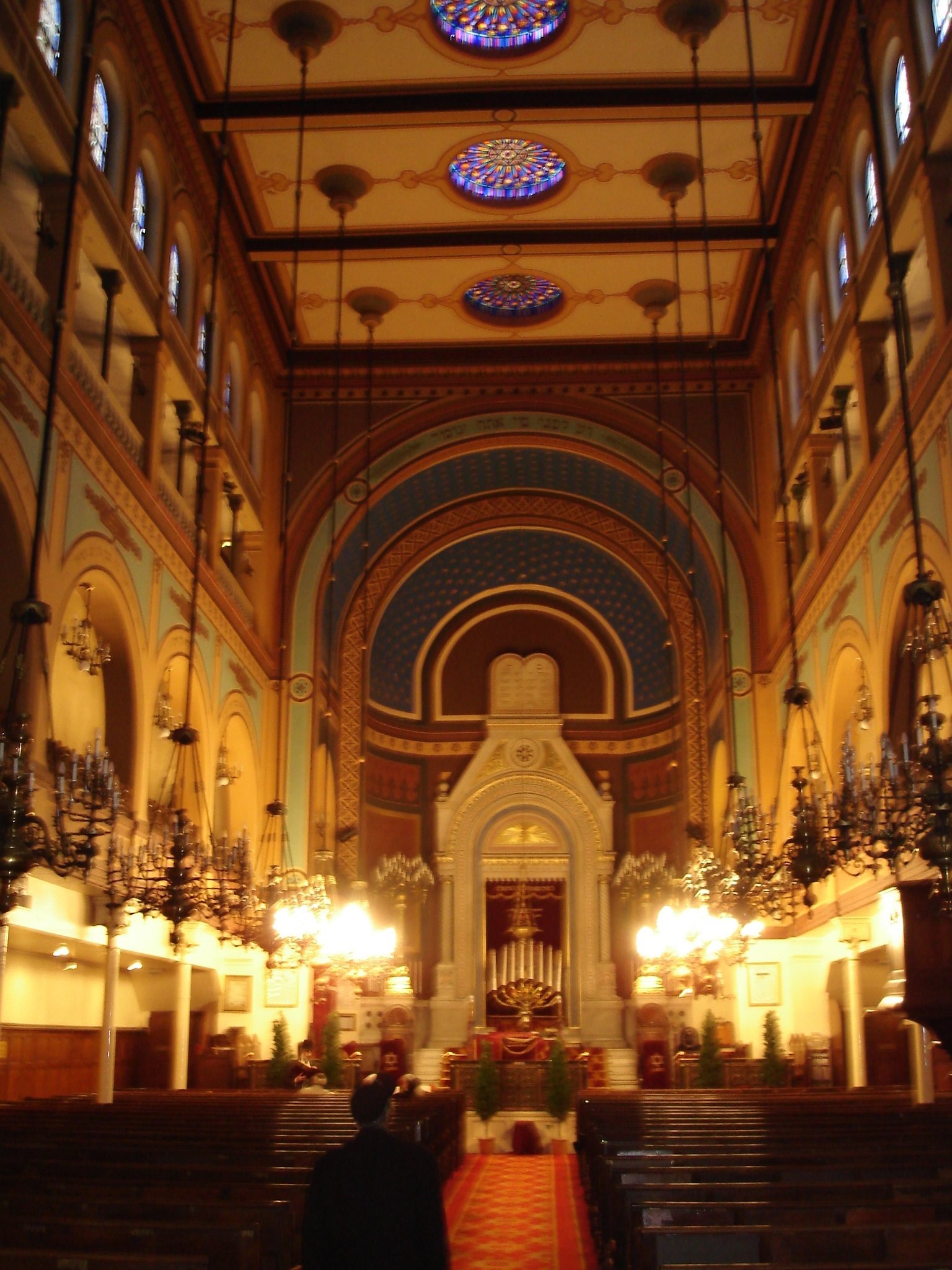
Veduta dell'interno della sinagoga

Nel 1852 fu consacrata la sinagoga di rue Notre-Dame-de-Nazareth, secondo il progetto dell'architetto Alexandre Thierry (1810–1890). In un primo momento era stato contattato persino l'architetto di Dresda Gottfried Semper, che allora viveva in esilio a Parigi e aveva ricevuto  l'incarico di un progetto dal barone Jakob Rothschild. Fino alla costruzione della sinagoga di rue de la Victoire, quella di rue Notre-Dame-de-Nazareth era la più grande di Parigi. Poteva ospitare fino a 1200 fedeli e molto presto era diventata troppo piccola per i 15000 membri della cresciuta comunità ebraica.
Durante la seconda guerra mondiale, nell'ottobre 1941, la sinagoga fu vittima d'un attentato ad opera di collaborazionisti francesi, che non causò che qualche modesto danno materiale; il Gran-rabbino della sinagoga, Joseph Saks, e la sua consorte subirono la deportazione, durante la quale persero la vita.
Già dalla grande immigrazione in Francia di ebrei nordafricani, dopo la seconda guerra mondiale, la sinagoga appartiene al rito sefardita.

## Architettura
Il progetto di Thierry prevedeva una costruzione in ferro per risparmiare spazio, una soluzione che per un edificio sacro allora era piuttosto scioccante.

### Facciata

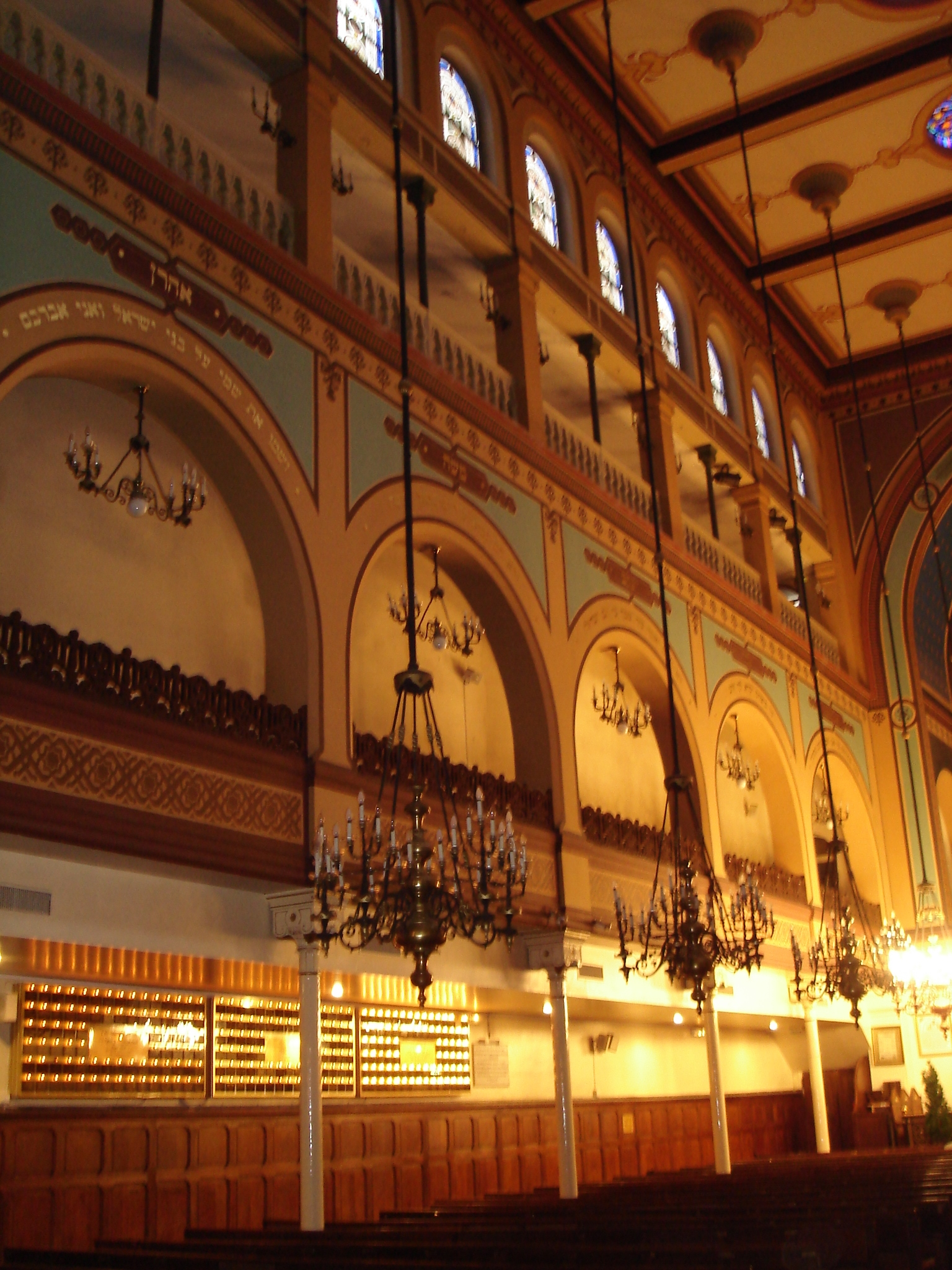
Matroneo

La sinagoga si apre sulla rue Notre-Dame-de-Nazareth con tre portali. Sul portale centrale è riportata la massima della Prima Repubblica francese: Liberté, Égalité, Fraternité. Dietro si collega una corte interna oggi coperta. La facciata della sinagoga è traforata da un rosone con la Stella di David. Sul timpano sono esposte le Tavole della legge e sotto un orologio, con i numeri sostituiti dai segni zodiacali. Nelle torri esagonali su entrambi i lati della facciata corrono scale verso i due piani del matroneo.

### Interno
Aprono il matroneo sulla navata centrale due serie di sei arcate, sostenute da sottili colonne in ghisa. Le dodici finestre del cleristorio simbolizzano le dodici tribù di Israele.
Le colonne tortili con i loro capitelli decorati s'ispirano all'arte romanica.
Soffitti e pareti sono dipinti e corredati da simboli e nomi biblici in ebraico. Il coro è elevato di quattro gradini e separato da un'inferriata in metallo dorato.

## Arredamento
La bimah, che è il termine con il quale gli ebrei sefarditi chiamano la Tevah, si trova al centro del coro e non, come nelle sinagoghe ortodosse, al centro della navata. Il coro termina con una gradinata di nove scalini sulla quale troneggia l'armadio sacro in marmo bianco. Sopra vi sono le tavole della legge. Le Tavole della legge sono fissate a un baldacchino.

## Organo a canne
Sulla cantoria al di sopra del matroneo in controfacciata, si trova l'organo a canne Aristide Cavaillé-Coll opus 57/91, risalente al 1852 e successivamente modificato; tale strumento, che solitamente non è presente nelle sinagoghe dell'ebraismo ortodosso, si articola in due corpi affiancati, tra i quali è posta la consolle a due tastiere e pedaliera; possiede 11 registri ed il sistema di trasmissione è meccanico.
Uno degli organisti titolari è stato, negli anni 1930, Jehan Alain.

## Trasporti
La stazione della Metropolitana di Parigi più vicina alla sinagoga è Temple della Linea 3.